# Elio Quiroga
Elio Quiroga (Las Palmas de Gran Canaria, España) es un escritor, director, productor, y guionista de cine.

## Biografía
Estudió ingeniería informática en la Universidad de Las Palmas de Gran Canaria. En 1996 su película Fotos consigue los premios al mejor guion y el premio especial del jurado en Festival de Cine de Sitges, estrenándose en salas de cine ese año con la crítica que le hace Quentin Tarantino en el citado festival: "Jodidamente buena. Pervertida, divertida y sexy" como eslogan promocional, de la mano de Filmax, coproductora de la película. Diez años después dirige su siguiente largometraje, La hora fría, protagonizada por Silke y Julio Perillán que fue vendida a 20 territorios a través de Lightning Entertainment, entre ellos China, Brasil, Francia, Reino Unido, Alemania, Rusia, Taiwán o Tailandia. En 2009 se estrenó su tercer largometraje, No-Do, protagonizada por Ana Torrent, vendida a 25 territorios en todo el mundo, entre ellos USA, China, Japón, Francia, Alemania, Reino Unido, Malasia, Corea o México. En ambos casos se trata de las dos producciones canarias de más éxito internacional en la historia del medio. En 2014 dirige su cuarto largometraje, el documental The Mystery of the King of Kinema, sobre el pionero del cine francés Max Linder, que recibe la Mención Especial del Jurado en el Festival Internacional de Cine de Gijón. En 2019 estrena su quinto largometaje, La estrategia del pequinés, adaptación de la novela homónima de Alexis Ravelo, ganadora del Premio Hammett de la Semana Negra de Gijón en 2014, y protagonizada por Kira Miró, Unax Ugalde, Jorge Bosch, Enrique Alcides, Pep Jové e Ismael Fritschi.
Es miembro fundador del colectivo QUAXAR, luego DUE, de música experimental entre 1986 y 1992, y realiza obras de tipo experimental a partir de entonces bajo el seudónimo de MIASMA, que le llevan al mundo del vídeo experimental y multimedia. Realiza asimismo exposiciones de videoarte y pintura.
Fue nominado al Premio Goya al Mejor Corto Documental en 2004 por El último minutero, que fue asimismo seleccionado en la Sección Oficial de Documentales del Festival Internacional de Cine de Karlovy Vary, sección a la que regresó al año siguiente con el cortometraje documental Uwe, sobre el pintor Uwe Grumann. En 2005 adaptó a Stephen King en el corto animado Home Delivery, presentado por Guillermo del Toro, Premio al Mejor Corto en Fantasporto y elegido a competición en las Secciones Oficiales de un centenar de festivales internacionales. En 2009 realiza el corto animado Me llamo María, que es preseleccionado para los Oscars 2011. En 2015 realiza Sirena Negra, cortometraje que adapta la obra homónima de Vanessa Montfort, dentro del proyecto Hijos de Mary Shelley, que coordina Fernando Marías. El corto obtiene el Premio a la Mejor Película en el Festival Internacional de cine de Noida y el de Mejor Actriz en el Festival Internacional de cortos de Bombay.
Desde 2008 es representado por William Morris Endeavor y por Kleinberg Lange Cuddy & Carlo LLP. En España es representado por Alsira García Maroto como director y guionista y por Alicia González Sterling como escritor. Ha sido considerado en Hollywood como director para proyectos tan dispares como World War Z, Shark Night 3D, Pan, la adaptación de The Osterman Weekend (Clave Omega) de Sam Peckinpah, Neverwhere de Neil Gaiman, Passengers, o la adaptación al cine del cómic Grendel, creado por Matt Wagner. Ha trabajado asimismo en Hungry Ghost, adaptación de la novela de ciencia ficción Chinese Opera del escritor neozelandés Ian Wedde. También trabaja como analista de guiones y script doctor.
Ha publicado varios libros, como son Mar de Hombres, Ática, El Ángel del Yermo, o La Materia de los Sueños, que fue premiado con el Accésit al Premio Everis de Ensayo 2003.
En 2012 publica su primera novela, El Despertar, editada por Timun Mas, a la que seguirán Los Códices del Apocalipsis (Tyrannosaurus Books) e Idyll (Dolmen Editorial).
En 2014 crea la serie de divulgación científica Science Gossip, junto con Luis Sánchez-Gijón. La serie es la primera producción canaria nominada a los Rockie Awards del BANFF World Media Festival.
En 2015 recibe el Premio Minotauro de Novela por Los que sueñan.
En 2018 publica el thriller Entre los sueños, con Ediciones B. Ese mismo año resulta finalista al XXIII Premio Fernando Lara de novela por la obra Niños del sol.
En 2019 estrena La estrategia del pequinés, largometraje que adapta la novela del mismo título de Alexis Ravelo, protagonizada por Unax Ugalde, Kira Miró y Jorge Bosch.
En 2021 recibe el Premio de Novela Policía Nacional por Tiempo sucio.
En 2024 recibe el Premio de Novela Histórica de Vallirana por El vientre de la tierra.

## Filmografía
- 1987 - Cuestión de Tiempo (cortometraje) - Director y guionista.
- 1988 - Compramos Gente (cortometraje) - Director y guionista.
- 1996 - Fotos (largometraje) - Director y guionista.
- 2003 - Golpe de Suerte (cortometraje) - Productor.
- 2004 - El Último Minutero (cortometraje documental) - Director y guionista.
- 2005 - Home Delivery (cortometraje de animación) - Director y guionista.
- 2005 - Ausentes (largometraje) - Guionista, con Daniel Calparsoro y Ray Loriga.
- 2006 - Uwe (cortometraje documental) - Director y guionista.
- 2007 - La hora fría (largometraje) - Director y guionista.
- 2009 - No-Do (largometraje) - Director y guionista.
- 2010 - My name is Maria (cortometraje de animación) - Director y guionista.
- 2012 - Paris 1944 - 2012, Color of Time (cortometraje documental experimental) - Director y guionista.
- 2014 - Science Gossip (serie documental) - Creador, Productor y guionista, con Luis Sánchez-Gijón.
- 2014 - The Mystery of the King of Kinema (largometraje documental) - Director y guionista.
- 2019 - Salir del ropero (largometraje) - Guionista, con Ángeles Reiné.
- 2019 - La estrategia del pequinés (largometraje) - Director y coguionista, con David Muñoz sobre la novela de Alexis Ravelo.
- 2019 - Whence comes the rain (cortometraje de animación) - Director y guionista.
- 2019 - A living tree means a living planet (largometraje antológico) - Director y guionista.
- 2019 - 35 Premios Canarias (miniserie) - Director.
- 2022 - Volar sobre el agua (cortometraje documental) - Director y coguionista.
- 2023 - 39 Premios Canarias (documental) - Director.
- 2023 - La educación (documental) - Director.
- 2023 - Into the silence, after the silence (Experimental short film) - Productor, Guionista, Director, Montador.
- 2024 - Un paseo por el Borne (largometraje) - Guionista, con Nick Igea y Zebina Guerra.
- 2024 - Anatema (largometraje) - Guionista, con Jimina Sabadu.

## Libros
- 1990 - Mar de Hombres - Poemario. Mención Especial en el Certamen de Poesía 1990 de la Dirección General de Juventud del Gobierno de Canarias. Ediciones Funámbula.
- 1993 - El Ángel del Yermo - Poemario. Eqlipse.
- 1994 - Ática - Poemario. Premio Nuevas Escrituras Canarias. Viceconsejería de Cultura y Deportes del Gobierno de Canarias.
- 2004 - La Materia de los Sueños - Ensayo. Accésit al Premio Everis de Ensayo 2003. Ediciones Deusto.
- 2012 - El Despertar - Novela. Tapa blanda: Timun Mas Narrativa. Libro electrónico y tapa blanda: Amazon.
- 2014 - Los Códices del Apocalipsis - Novela. Tapa blanda: Tyrannosaurus Books. Libro electrónico y tapa blanda: Amazon. Los Códigos del Apocalipsis. Editorial Universo de los Libros (México), 2018. Libro electrónico y tapa blanda.
- 2014 - Idyll - Novela. Tapa blanda: Dolmen Editorial. Libro electrónico: Amazon.
- 2015 - Illworld - Novela gráfica. Dibujos de Francisco de la Fuente. Tyrannosaurus Books.
- 2015 - Los que sueñan - Novela. Premio Minotauro 2015. Tapa dura y libro electrónico: Ediciones Minotauro.
- 2016 - Luz, cámara... ¡Bits! - Ensayo. Reedición de La Materia de los Sueños. Accésit al Premio Everis de Ensayo 2003. Edición actualizada y revisada. Dolmen Editorial. Plan B.
- 2018 - Entre los sueños - Novela. Tapa blanda y libro electrónico: Ediciones B. Colección La Trama.
- 2020 - Astral - Novela. Premio Malas Artes de Novela Juvenil y de Fantasía 2020. Tapa blanda: Editorial Malas Artes / Bunker Books, s.l.
- 2021 - Gotas - Novela. Tapa blanda: Dolmen Editorial - Línea Z.
- 2021 - Los que susurran - Novela. Tapa blanda: Apache Libros.
- 2021 - Berlinale - Novela. Tapa blanda: Baile del Sol.
- 2021 - Tiempo Sucio - Novela. Premio de Novela Policía Nacional 2021. Tapa blanda y libro electrónico: Algaida Editores.
- 2023 - Chiaroscuro - Novela. Tapa blanda: Dolmen Editorial.
- 2024 - Efecto Túnel - Novela. Tapa blanda: Editorial Dimensiones Ocultas.

## Antologías
- 2015 - Raza, relato. Incluido en Ácronos Vol.3 - Antología de relatos de género Steampunk. Tyrannosaurus Books.
- 2016 - Una pequeña tara, relato. Incluido en Las noches de Clairmont - Antología de relatos de terror. Hijos de Mary Shelley. Imagine Ediciones. Editor: Fernando Marías.
- 2021 - Una buena mañana, relato. Incluido en Dimensiones Ocultas - Antología de relatos de terror. Editorial Dimensiones Ocultas. Editor: Roberto Carrasco.
- 2024 - El drenador linfático, relato. Incluido en Tiempo de Leyendas - Antología de género fantástico. Editorial Fundación. Editor: Rayco Cruz.
- 2024 - La casa de los que no salen y otros cuentos. Antología de Relatos - Ebook. Editorial Dimensiones Ocultas. Editor: Roberto Carrasco.

## Prólogos
- 2023 - Ramón Saldías: un legado de historia, cine y publicidad - de Ainhoa Saldías. Editor: Cabildo de Gran Canaria.
- 2024 - Bienvenidos a Noche de Miedo - de Javier Moragón y Octavio López Sanjuán. Editor: Applehead Team Creaciones.

## Eventos Culturales
- 2010 – XIV Canarias Mediafest (Festival) – Cabildo de Gran Canaria. Director.
- 2016 – 16 Festival Internacional de Cine de Las Palmas (Festival) – Director de la Gala Inaugural.

## Videoarte
- 1991 – Movimiento Nazional (Videoarte) – Director, operador, editor, productor y guionista.
- 1992 – Leathertongue (Videoarte) – Director, operador, editor, productor y guionista.
- 1992 – Estoy un poco harto (Videoarte) – Director, operador, editor, productor y guionista.
- 1992 – Asurbanipal (Videoarte) – Director, operador, editor, productor y guionista.
- 1992 – Catálogo de Persistencias (Videoarte) – Director, operador, editor, productor y guionista.
- 1993 – Líneas de fuerza (Videoarte) – Director, operador, editor, productor y guionista.
- 1993 – Male Marilyn (Videoarte y Canal para Videoinstalación) – Director, operador, editor, productor y guionista.
- 1993 – Lenin loves Marilyn (Videoinstalación) – Director, operador, editor, productor y guionista.
- 1993 – Codina (Videocreación) – Director, operador, editor, productor y guionista.
- 1994 – An Insect's Dream (Videocreación) – Director, operador, editor, productor y guionista.
- 1994 – Pecado Original (Canal para Videoinstalación) – Director, operador, editor, productor y guionista.
- 2014 – Smile (Videocreación) – Director, operador, editor, productor y guionista.

## Videojuegos
- 2002 – Free wheel (simulador isométrico de carreras para Wintel) – Productor.
- 2014 – AddJacent (puzle para iOS y Android) – Productor.

## Tecnología
- 2002 – Stilgar (motor gráfico isométrico en forma de biblioteca de software para desarrollo de proyectos gráficos y/o de entretenimiento para PCs, desarrollado en C++. Proyecto subvencionado por la Consejería de Industria del Gobierno de Canarias en 2000. Software objeto de Licencia por Convenio de Cesión con la Escuela de Informática de la Universidad de Las Palmas de Gran Canaria para su uso en docencia y en proyectos de fin de carrera de la Facultad. Software documentado en el Proyecto de Fin de Carrera de Licenciatura de D. Emilio Medina, dirigido por D. José Miguel Santos. Base para el Proyecto de Fin de Carrera de Licenciatura de D. Yeray Rodríguez, software “Alisios”, Dirigido por D. Rubén Santana. Realizado en Convenio de Colaboración con FULP (Fundación Universidad de Las Palmas) de apoyo al empleo y dinamización). – Productor.
- 2005 – Oort (Software de interpolación y desentrelazado de imágenes de video digital para transferencia a soporte cinematográfico. Desarrollado en C++. Chequeado en cortometraje “Golpe de Suerte”. Utilizado en el corto "Home Delivery", y en el largometraje "La Hora Fría". Utilizado en el largometraje “The Mystery of the King of Kinema”. Proyecto subvencionado por la Consejería de Presidencia e Innovación Tecnológica del Gobierno de Canarias en 2003). – Productor.
- 2010 - 2023 – Guiso-Marketing en Red, Previsualización, Timeblast y Viñeta (Proyectos de I+D+i de desarrollo y mejora de producción audiovisual). – Productor.
- 2011 – CulturaID (Software institucional de identificación por código BIDI y de gestión interdepartamental de eventos culturales, para el Cabildo de Gran Canaria y empresas asociadas. Con Singular Factory). – Productor.

## Publicidad
- Video arquitectónico, industrial, promocional y spots publicitarios para Cabildo de Gran Canaria, Consultores de Comunicación Integral, Danone, Singular Factory, Ayuntamiento de Las Palmas, etc.

## Exposiciones
- 1990 – Radiografía de un rodaje (Fotografía) – Centro Insular de Cultura. Las Palmas de Gran Canaria.
- 1992 – II Bienal de la imagen en movimiento ’92. Visionarios españoles. Museo Nacional Centro de Arte Reina Sofía. Comisariado: Carlota Álvarez Basso y Joseba M. Lopezortega.
- 1993 – El pecado sintético (Copy-Art y Videoinstalación) – Centro Insular de Cultura. Las Palmas de Gran Canaria.
- 1994 – Casas de Colores 2 (Videoinstalación. Canal de video: “Pecado Original”) – Ayuntamiento de Telde. Las Palmas de Gran Canaria.
- 1995 – Señales de vídeo: aspectos de la videocreación española de los últimos años. Museo Nacional Centro de Arte Reina Sofía. Itinerancia: -Excmo. Cabildo Insular de Gran Canaria, Las Palmas de Gran Canaria (17 octubre - 20 de noviembre de 1995); Institución Príncipe de Viana, Pamplona (23 octubre - 15 de noviembre de 1995); Fundació Pilar i Joan Miró a Mallorca, Palma de Mallorca (19 diciembre - 21 de enero de 1995-96); Centro Galego de Artes da Imaxe, La Coruña (23 enero - 24 de febrero de 1996); IVAM Centre Julio González, Valencia (15 febrero - 15 de marzo de 1996); Fundació Antoni Tàpies, Barcelona (26 septiembre - 27 de octubre de 1996). Comisariado: Eugeni Bonet.
- 2003 – Gritos a la Carne (Web-Art, interactivo, html, en Internet) – Gran Canaria Espacio Digital. Cabildo de Gran Canaria.
- 2012 – Cartelera (Pintura) – Galería Manuel Ojeda. Las Palmas de Gran Canaria.
- 2015 – Bar Casa Manolo (Fotografía. Colectiva multiformato con: Idaira del Castillo, Javier Salvadores, Ana Beltrá, José Rosario Godoy, Ángel Luis Aldai, Juan E. Correa, Margo Delgado y Sara Velázquez) – Galería Manuel Ojeda. Las Palmas de Gran Canaria.
- 2020 – The Art Box (Collage digital. Colectiva multiformato con: Raúl Artílez, Lía Ateca, Ana Beltrá, Capi Cabrera, Guenda Herrera, Nicolás Lisardo, Yásmina Pérez, María R. Cárdenas, José Rosario Godoy, Luisa Urréjola, Sara Velázquez, Elia Verona y Augusto Vives) – Galería Manuel Ojeda. Las Palmas de Gran Canaria.
- 2023 – El Risco, la montaña habitada (Fotografía) – Fundación MAPFRE Canarias - Galería Edificio Cultural Ponce de León. Las Palmas de Gran Canaria.

## Música
- 2023 – Esplendor y muerte del Apelmazado, Impromptu en Cinco Partes,  Le cinéma et le Roi de Siam, Impromptu en Zig-Zag (DUE) / Los 80 pasan factura Pack conmemorativo de 4 CDs remasterizados y libreto.
- 2021 – Barco de sangre (MIASMA) / Los 80 pasan factura : CD remasterizado y Libreto.
- 2019 – Odisea en vaca (DUE) / Los 80 pasan factura: CD remasterizado y Libreto.
- 2018 – Golpea tu cerebro: Spanish Underground Cassette Culture, 1980 - 1988 (VVAA) – Incluye la composición Ominous Scrab (1984) de Quaxar / Insane Muzak: Doble disco de vinilo y Libreto.
- 2017 – Ranchera a medio tempo, Hermann Oberth, Let the Monkey F**k You, (QUAXAR) /  Los 80 pasan factura: Pack conmemorativo de 3 CDs remasterizados y libreto.
- 2015 – El Due Dinámico, Dance with responsibility, The black one, The white one (DUE) /  Los 80 pasan factura: Pack conmemorativo de 4 CDs remasterizados y libreto.
- 2014 – Pray (Miasma) – El Consumidor de Cultura - Jamendo (2014).
- 2013 – Dance with Responsibility (DUE) – Jamendo (2014).
- 1993 – Nocturno (Miasma) – El Consumidor de Cultura. Casete.
- 1992 – Quiasma (Miasma) – El Consumidor de Cultura. Casete.
- 1991 – Odisea en Vaca (DUE) – El Consumidor de Cultura. Casete.
- 1991 – Miasma 1 (Miasma) – El Consumidor de Cultura. Casete.
- 1991 – El Due Dinámico (DUE) – El Consumidor de Cultura: Casete (1991).
- 1990 – Esplendor y muerte del Apelmazado (DUE) – El Consumidor de Cultura. Casete y CD (2014).
- 1990 – Impromptu en Zig-Zag (DUE) – El Consumidor de Cultura. Casete y CD (2014).
- 1989 – Impromptu en Cinco Partes (DUE) – El Consumidor de Cultura. Casete y CD (2014).
- 1989 – Le cinéma et le Roi de Siam (DUE) – El Consumidor de Cultura. Casete y CD (2014).
- 1988 – The Black One (DUE) – El Consumidor de Cultura: Casete (1991).
- 1987 – The White One (DUE) – El Consumidor de Cultura: Casete (1991).
- 1985 – Ranchera a Medio Tempo (Quaxar) – El Consumidor de Cultura. Casete.
- 1984 – Hermann Oberth (Quaxar) – El Consumidor de Cultura. Casete.
- 1983 – Let the Monkey F***k You (Quaxar) – El Consumidor de Cultura. Casete.

## Premios
- Premio Radio Tabona de Cinematografía, 1990.
- Premio a la Mejor Videocreación Canaria por "Asurbanipal", Festival de Vídeo de Canarias, 1992.
- Premio al Mejor Guion y Mención Especial del Jurado por el largometraje "Fotos", Festival de Sitges, 1996.
- Nominación al Premio Goya al Mejor Cortometraje Documental por "El último minutero", Academia de las Artes y las Ciencias Cinematográficas de España, 2005.
- Premio al Mejor Cortometraje Internacional por "Home Delivery", Buenos Aires Rojo Sangre, 2006.
- Premio al Mejor Cortometraje Animado Canario por "Home Delivery", Canarias Mediafest, 2006.
- Premio al Mejor Cortometraje Animado por "Home Delivery", Badalona Filmets, 2006.
- Premio al Mejor Cortometraje Fantástico Internacional por "Home Delivery", Fantasporto, 2007.
- Premio Silver Conch al Mejor Cortometraje de Animación por "Home Delivery", Mumbay Internacional Film Festival, 2007.
- Premio Emprendedor 2010, concedido por la Confederación Canaria de Empresarios, 2010.
- Mención Especial del Jurado, Sección Documentales, por el largometraje "The mystery of the King of Kinema", Festival Internacional de Cine de Gijón, 2014.
- Nominación al Premio a la Mejor Serie Corta Documental por "Science Gossip", BANFF World Media Festival, 2014.
- Premio Minotauro de Novela por "Los que sueñan", Ediciones Minotauro, 2015.
- Premio Gran Canaria de Cinematografía de la Sociedad Económica de Amigos del País de Gran Canaria, 2016.
- Premio al Mejor Cortometraje por "Sirena negra", Noida International Film Festival, 2016.
- Premio al Mejor Documental "The mystery of the King of Kinema", Yakarta International Film Competition (IFCOM), 2016.
- Premio al mejor largometraje por "La estrategia del pequinés", Detective Crime Thriller Film Festival - The Crime Story Fest, 2020.
- Premio S.S. Venture del Festival Isla Calavera, Festival Internacional de Cine Fantástico de Canarias, 2020.
- Premio Malas Artes de Literatura Juvenil y de Fantasía por la novela "Astral", Editorial Malas Artes, 2020.
- Premio de Novela Policía Nacional por "Tiempo Sucio", Policía Nacional, Editorial Algaida, 2021.
- Premio Can de Gran Canaria de las Artes (Cabildo Insultar de Gran Canaria), 2024.
- Premio de Novela Histórica de Vallirana, 2024.
- Premio de Novela Histórica de Vallirana, 2024.
- Premio Artebigua de Honor del Cine, IX Artebigua Literario, "Letras en la Cumbre", 2025.

## Docencia
- 2017 a 2024- Profesor e investigador en la Universidad del Atlántico Medio, Facultad de Ciencias Sociales y Jurídicas.
- 2020 a 2022- Profesor dentro del Título Universitario Superior en Diseño de Videojuegos de la Universidad del Atlántico Medio, (en asociación con la Escuela Superior de Comunicación y Marketing, ESCO).
- 1994 a 2024- Imparte talleres y seminarios de guion, dirección, videojuegos, ciberactivismo, IA, etc. en Centro de Cultura Audiovisual, Centro Insular de Cultura, Sociedad de Promoción de Gran Canaria, Makkers School, Instituto del Cine, Fundación León y Castillo, Sundance Institute Barcelona, etc.
- 2020 a 2024- Profesor tutor en la UNED (Universidad Nacional de Educación a Distancia), Las Palmas de Gran Canaria.
- 2014 a 2018- Profesor en el Posgrado en Diseño y Programación de Videojuegos de la Escuela Universitaria de Informática. Universidad de Las Palmas de Gran Canaria.

## Publicaciones científicas (en formato APA)
- Quiroga Rodríguez, E. (2003). Luz, cámara, bits: de Méliès a Renderman: aproximación a una historia de las técnicas informátivas aplicadas a la industria del cine y el audiovisual. (Trabajo de Fin de Carrera). Universidad de Las Palmas de Gran Canaria. Publicaciones de la ULPGC.
- Quiroga, E. (2022). El dominio público, un callejón sin salida para la memoria cinematográfica. In Libro de Actas/Proceedings/Llibre d’actes. 1st International Congress: Humanities and Knowledge. Humanities as a nexu of knowledge (p. 17). Octaedro.
- Quiroga Rodriguez, E. (2023). Preliminary characterization of an active spiral galaxy near m57. arXiv e-prints, arXiv-2309.
- Quiroga, E. (2023). A peculiar galaxy near M104. Revista Mexicana de Astronomía y Astrofísica. Vol.59, nº 2. 323-326. arXiv preprint arXiv:2308.06187.
- Quiroga, E. (2023). Public Electronic administration, the case study of Spain: problems and solutions. Ponencia. 4th International Scientiﬁc Conference on Digital Transition: Research & Development. 26 – 27 January 2023. University Giustino Fortunato – Benevento.
- Rodríguez, E. Q. (2024) Un artículo recursivo (La IA generativa de texto frente a la importancia de la transparencia en la citación de datos y los derechos de autoría). Tecnologías emergentes aplicadas a las metodologías activas en la era de la inteligencia artificial. Editorial Dykinson. 968-980.
- Elio Quiroga, Jorge Lillo-Box (2023). Civilizaciones exoplanetarias: El estado del arte en la búsqueda de inteligencia más allá de la Tierra. (Trabajo de Fin de Máster, Máster Universitario en Astronomía y Astrofísica). Universidad Internacional de Valencia (VIU).
- Quiroga, E. (2024). A constitution for mankind, and a parliament for the world. Revista Iberoamericana de las Ciencias Sociales y Humanísticas. Centro de Estudios e Investigaciones para el Desarrollo Docente A.C. (CENID). Vol 13. Num. 25. 34-45.
- Quiroga, E. (2024). Introducing the Exoplanet Escape Factor and the Fishbowl Worlds (Two conceptual tools for the search of extra terrestrial civilizations). The Journal of the British Interplanetary Society (JBIS). Vol.76. No.10.
- Rodriguez, E. Q. (2024). Hacia un derecho de la catástrofe: La necesidad de legislar para los tiempos que vienen. Revista de Estudios Latinoamericanos sobre Reducción del Riesgo de Desastres REDER, 8(2), 251-254.
- Rodriguez, E. Q., & Díaz, L. (2024). Entre deudas y sueños: Una carta inédita de Georges Méliès. Filmhistoria online, 34(1-2), 377-385.
- Rodríguez, E. Q. (2024). Golden spiral interferometry for radio astronomy. A proposal. Journal of Instrumentation, 19(08), P08030.
- Rodríguez, E. Q. (2024). Critical analysis of a militaristic approach in the context of AGI: a postcolonial perspective. AI & SOCIETY, 1-3.
- Rodríguez, E. Q. (2024). Distribution models of antennas in radio astronomy: Efficiency comparison of the golden spiral interferometry. Journal of Instrumentation, 19(11), P11018.
- Rodríguez, E. Q., & Rodríguez, E. Q. (2024). Distinción entre Textos de Guion Escritos por Humanos y Generados por IA: Un Estudio Preliminar con Estudiantes de Cine. Distinction between Screenplay Texts Written by Humans and Generated by AI: A Preliminary Study with Film Students. Pixel-Bit. Revista de Medios y Educación.
- Rodríguez, E. Q. (2025). Quantum Gravitational Atoms as New Matter: A chance of Hydrogen with Primordial Black Hole Nuclei?. Journal of High Energy Astrophysics, 45, 262-264.